# Eugnathia longipalpis
Eugnathia longipalpis là một loài bướm đêm trong họ Erebidae.